# Municipio de Santa Catarina Pinula
Municipio de Santa Catarina Pinula är en kommun i Guatemala.   Den ligger i departementet Guatemala, i den centrala delen av landet, 8 km söder om huvudstaden Guatemala City.